# NGC 7184
NGC 7184 este o galaxie spirală situată în constelația Vărsătorul. A fost descoperită în 28 octombrie 1783 de către William Herschel. Se află la o distanță de 35,48 de megaparseci de Pământ.